# 西安绿地中心
西安绿地中心（英語：Greenland Group Xi'an Center）是一栋超高层摩天大楼，位于中国陕西省西安市，由绿地集团承建。建筑高度为270米，地下有3层，地上有57层。

## 历史
2019年开始建设，原高度501米，后由于摩天大楼高度限制政策出台更改为270米。

## 交通
- 西安地铁6号线丈八一路站